# Spreizklimmer
Spreizklimmer sind Kletterpflanzen, die an anderen Pflanzen, Rankgerüsten oder auch Felsen mit Hilfe langer, sparriger Triebe emporklettern, sie besitzen keine spezialisierten Mechanismen zum Klettern wie Ranken oder die Haftorgane der Selbstklimmer. Der Halt entsteht, indem sich die Triebe in ihrem Umfeld verspreizen: die relativ steifen Triebe gewinnen an Höhe, lehnen sich an die Kletterhilfe an und fixieren sich durch Quertriebe und können dann weiter an Höhe gewinnen. Zur Unterstützung der Fixierung haben die Spreizklimmer oft kräftige Stacheln oder Dornen.
Beispiele für Spreizklimmer sind Brombeeren, Kletterrosen, Kletten-Labkraut, Winter-Jasmin und Stechwinden.